# Louis Pijourlet
Louis Pijourlet (Allevard, Alvèrnia-Roine-Alps, 17 d'octubre de 1995) és un ciclista francès. Combina la carretera amb el ciclisme en pista
El seu fermà Jules també s'ha dedicat al ciclisme de competició.

## Palmarès en ruta
- 2017
  - 1r al Tour Nivernais Morvan
  - 1r al Tour del Pays de Gex-Valserine
- 2018
  - Vencedor d'una etapa a la Volta al Marroc

## Palmarès en pista
- 2017
  -  Campió d'Europa en Persecució per equips (amb Corentin Ermenault, Florian Maitre i Benjamin Thomas)